# District de Cachimayo
Le district de Cachimayo est l’un des huit districts de la province d'Anta.

## Toponymie
Le nom du district provient de Kachimayu signifiant en quechua « rivière salée », en effet une rivière salée traverse le district d'ouest en est.